# محوطه کهنه گورستان اسفیدان
محوطه کهنه قبرستان اسفیدان مربوط به سده‌های میانه دوران‌های تاریخی پس از اسلام است و در شهرستان مانه و سملقان، بخش مانه، دهستان اترک، شهر پیش قلعه، ۲ کیلومتری شرق روستای اسفیدان واقع شده و این اثر در تاریخ ۲۵ آبان ۱۳۸۷ با شمارهٔ ثبت ۲۳۷۶۸ به‌عنوان یکی از آثار ملی ایران به ثبت رسیده است.